# Samobor
Samobor – miasto w Chorwacji, w żupanii zagrzebskiej, siedziba miasta Samobor. W 2011 roku liczył 15 956 mieszkańców.

## Geografia
Samobor leży 23 km na zachód od Zagrzebia, na wysokości 168 m n.p.m., u podnóża Samoborskiego gorja. Jest miejscowością o charakterze letniskowym i uzdrowiskowym (źródła siarkowe).
Miejscowa gospodarka oparta jest na przemyśle mięsnym, budowlanym i drukarskim, a także na turystyce.

## Historia
Pierwsza historyczna wzmianka o Samoborze pochodzi z 1242 roku. Rozwinął się wokół twierdzy Okić. Był miastem o charakterze handlowym.
W 1901 roku miasto uzyskało dostęp do sieci kolejowej i połączenie z Zagrzebiem. W trakcie II wojny światowej było ośrodkiem antyfaszystowskiego ruchu oporu.